# Волович, Михаил
Михаил Волович (пол. Michał Wołłowicz, бел. Міхал Казіміравіч Валовіч; 18 июня 1806, Поречье, Слонимский уезд Гродненской губернии — 2 августа 1833, Гродно) — филарет, филомат, участник польского восстания 1830—1831 годов и руководитель партизанского отряда на Слонимщине в 1833 году.

## Биография
Представитель литвинского дворянского рода Воловичей герба «Богория». Сын слонимского подкомория Казимира Воловича (1779—1849) и Марии Фелькерзамб.
Михаил Волович окончил Виленский университет, где был членом товариществ филаретов и филоматов, дружил с Игнацием Домейко, Александром Ходзько и др.
Участвовал в восстании 1830—1831 годов, сражался в составе польско-литовских отрядов под командованием бригадного генерала Антония Гелгуда. После поражения восстания эмигрировал во Францию, где сблизился с демократическими организациями, движением карбонариев.
Под влиянием Юзефа Заливского решил принять участие в его военном рейде на территорию Белоруссии и Литвы, чтобы поднять там крестьянское восстание. Предполагалось, что западноевропейские карбонарии окажут им помощь. По решению Юзефа Заливского Михаил Волович должен был создать и возглавить партизанский отряд в Слонимско-Новогрудском округе. 19 марта 1833 года повстанцы перешли российскую границу и начали действовать на Слонимщине и Гродненщине. В отряд М. Воловича вступили окрестные крестьяне из Поречья, Острова и Бардашов. Чтобы добыть деньги, мятежники напали на почту. Волович запланировал взять штурмом тюрьму в Слониме с тем, чтобы освобожденные заключённые присоединились к повстанцам. Но такие действия встревожили власти. Гродненский губернатор М. Н. Муравьёв-Виленский приказал окружить повстанческий отряд под Щарой. Михаил Волович пытался покончить жизнь самоубийством, но пистолет дал осечку. Повстанцы были взяты в плен. Всего по Гродненщине было арестовано более ста пятидесяти человек. На допросе Волович свидетельствовал, что «хотел использовать предполагаемое восстание, чтобы осуществить свои намерения и освободить крестьян».
11 июня 1833 года в Гродно начался судебный процесс. Рядом с Воловичем на скамье подсудимых сидели десять крестьян, был приговорён (поочерёдно) к восьми тысячам шпицрутенов, колесованию и четвертованию, однако Муравьёв «смягчил» приговор: 2 августа 1833 года Михаила Воловича повесили в Гродно (на Скидельской заставе, за пороховыми сладами). Остальные повстанцы были сосланы в Сибирь — на каторжные работы, в арестантские роты, на поселение.